# Saint-Remy-sur-Bussy
Saint-Remy-sur-Bussy település Franciaországban, Marne megyében. Lakosainak száma 329 fő (2022. január 1.). Saint-Remy-sur-Bussy Bussy-le-Château, La Croix-en-Champagne, Somme-Suippe, Somme-Tourbe, Somme-Vesle és Tilloy-et-Bellay községekkel határos.

## Népesség
A település népessége az elmúlt években az alábbi módon változott:
| Lakosok száma | 281  | 266  | 306  | 334  | 333  | 343  | 343  | 338  | 336  | 329  |
|               | 1968 | 1982 | 1990 | 2006 | 2013 | 2015 | 2017 | 2019 | 2020 | 2022 |